# Arden Hills
Arden Hills – miasto w Stanach Zjednoczonych, w stanie Minnesota, w hrabstwie Ramsey.